# Prima battaglia di Char'kov
La Prima battaglia di Char'kov venne combattuta nell'ottobre del 1941 sul fronte orientale della seconda guerra mondiale durante la fase finale dell'Operazione Barbarossa tra una parte delle forze del Fronte Sud-Occidentale dell'Armata Rossa sovietica e la 6ª Armata del Gruppo d'armate Sud della Wehrmacht tedesca.
La 38ª Armata dei sovietici, debole e disorganizzata dopo le catastrofiche sconfitte precedenti, aveva ricevuto l'ordine di difendere la città, cercando di guadagnare tempo mentre le importanti fabbriche di armamenti presenti a Char'kov sarebbero state evacuate per essere ricollocate più a est. La 6ª Armata della Wehrmacht attaccò la città con reparti di tre divisioni che iniziarono l'assalto il 20 ottobre 1941 da ovest e da sud di Char'kov. Dopo violenti combattimenti all'interno dell'area urbana, la città venne conquistata il 24 ottobre 1941 dalle truppe tedesche della 57ª Divisione di fanteria. I sovietici subirono quindi una nuova sconfitta e persero un importante centro industriale, ma riuscirono ad evacuare o rendere inutilizzabili la maggior parte dei grandi impianti industriali.
Char'kov venne aspramente contesa anche dopo la vittoria tedesca del 1941; l'Armata Rossa sferrò ripetute controffensive nel 1942 e 1943 e almeno altre tre grandi battaglie furono combattute nella regione di Char'kov fino alla liberazione definitiva nell'agosto 1943.

## L'attacco alla città

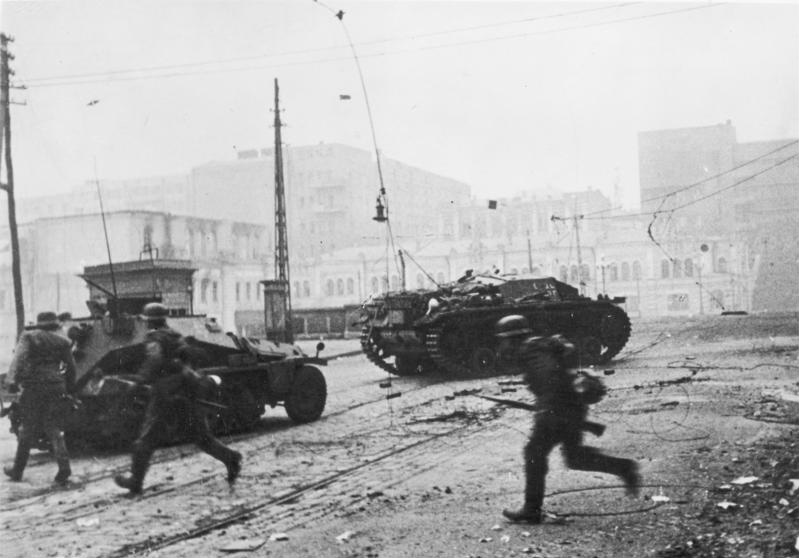
La fanteria tedesca, assistita dai veicoli blindati, combatte contro i sovietici tra le strade della città di Char'kov

Il comando del LV Corpo d'armata tedesco diresse l'attacco diretto alla città di Char'kov con tre divisioni in prima linea e un'altra divisione in riserva. L'assalto principale sarebbe stato sferrato dalla 57. Infanterie-Division del generale Anton Dostler, che sarebbe avanzata frontalmente da ovest dentro l'area urbana, mentre la 101ª Divisione leggera e la 100ª Divisione leggera sarebbero intervenute in supporto da nord e da sud. Per l'assalto alla città le divisioni tedesche organizzarono gruppi d'assalto con reparti di fanteria rinforzati da genieri, motociclisti e veicoli blindati; inoltre l'azione della fanteria venne preceduta da un pesante fuoco di preparazione dell'artiglieria divisionale rinforzata da reparti di obici pesanti da 210 mm e da 150 mm; infine alle divisioni di fanteria vennero aggregati per l'azione nell'area urbana anche reparti di cannoni d'assalto semoventi e cannoni anti-aerei pesanti da 88 mm idonei ad essere impiegati anche in funzione anticarro. In particolare due batterie di cannoni d'assalto dello Sturmgeschütz-Abteilung 197, comandato dal capitano Kurt von Barisani, vennero assegnate alla 57. Infanterie-Division per fornire supporto di fuoco ravvicinato nei prevedibili combattimenti stradali.
La mattina del 23 ottobre 1941 le truppe tedesche di avanguardia diedero inizio alle prime operazioni di ricognizione e dopo circa due ore raggiunsero le aree residenziali alla periferia occidentale di Char'kov. L'attacco in forze ebbe inizio alle ore 12.00 dopo una intensa preparazione di artiglieria; le truppe della 57. Divisione fanteria avanzarono lentamente lungo la grande via Sverdlov e parallelamente alla strada, marciando verso la stazione ferroviaria centrale; i gruppi d'assalto tedeschi incontrarono l'aspra resistenza della 216ª Divisione di fucilieri sovietica. Ostacolata dalle barricate erette lungo le strade agli incroci principali, dalle trincee e dai campi minati, l'avanzata tedesca fu lenta e difficile. La sera del 23 ottobre i reparti della 57. Infanterie-Division del generale Dostler raggiunsero finalmente la linea ferroviaria principale nel settore del cavalcavia Holodnogorsko dove peraltro vennero ulteriormente ostacolati da un campo minato sovietico; una parte della fanteria tedesca riuscì a proseguire in avanti.
Ancor maggiori difficoltà incontrò nel settore meridionale la 100ª Divisione leggera che dovette affrontare l'ostinata resistenza dei soldati della 57ª Brigata dell'NKVD e non raggiunse grandi risultati. Il maggior successo del primo giorno di combattimenti nell'area di Char'kov venne invece ottenuto dalla 101ª Divisione leggera del generale von Haydringen che avanzando da nordcatturò il ponte Kuzinskij a nord della stazione principale e superò la linea ferroviaria, raggiungendo la riva occidentale del fiume Lopan; tuttavia non fu possibile per i tedeschi proseguire subito e irrompere da nord nel centro della città attraverso la strada stale di Belgorod; l'avanzata venne bloccata dalle milzie sovietiche schierate sulle linee difensive di Sokolnikij. Alla fine del primo giorno della battaglia dentro Char'kov, le truppe tedesche riuscirono quindi a conquistare i quartieri occidentali della città e raggiunsero la ferrovia che l'attraversava da nord a sud e, in alcuni punti, a superarla. Di fronte alla minacciosa avanzata nemica, il comandante della 216ª Divisione sovietica, il colonnello Makšanov, temendo di essere accerchiato dentro l'area urbana, aveva già preso la decisione di ritirare le sue truppe a est del fiume Lopan, per prendere posizione sulla seconda linea difensiva. Il comando della 38ª Armata sovietica invece, dopo aver appreso queste intenzioni, decise di annullare subito l'ordine di ritirata e ordinò al contrario un contrattacco per sloggiare i tedeschi dalla parte ovest di Char'kov. Tuttavia, la maggior parte delle truppe sovietiche si erano già ritirate dall'altra parte del fiume e i genieri avevano iniziato a minare i ponti.
Il primo giorno di combattimenti per Char'kov si concluse quindi con importanti successi tedeschi; la difesa sovietica non riuscì a fermare gli invasori; prive di una solida organizzazione difensiva, le unità dell'Armata Rossa schierate a protezione di Char'kov, diedero segni di cedimento, e dopo che i tedeschi ebbero fatto irruzione dalla periferia verso le aree urbane principali, iniziarono a ripiegare verso il centro della città. Inoltre, a causa della carenza di mezzi di comunicazione e di collegamenti efficienti tra i reparti e i quartier generali di comando, fin dalle prime ore di battaglia per la città, i comandi superiori sovietici persero quasi completamente il controllo delle truppe impegnate in prima linea.
La mattina del 24 ottobre 1941 le truppe tedesche ripresero l'avanzata e i soldati della 57. Infanterie-Division occuparono gli isolati tra la ferrovia e il fiume, arrivando fino alla riva occidentale del Lopan; a causa della mancata esplosione di alcune cariche di demolizione, diversi ponti sul fiume rimasero intatti e in poche ore uno dei reggimenti della 57. Divisione della Wehrmacht, supportato dal fuoco dell'artiglieria e dall'intervento di aerei e cannoni d'assalto, tentarono di impadronirsi dei ponti ed eliminare i difensori asserragliati nelle fortificazioni della collina dell'Università. Contemporaneamente altri reparti della divisione furono in grado di attraversare il fiume più a sud e raggiunsero l'area delle stazioni ferroviarie Balašovka e Levada e le zone industriali adiacenti.